# 泰兴站
泰兴站是位于江苏省泰兴市黄桥镇的一个铁路车站，邮政编码225411。车站建于2005年，有新长铁路经过该站，现仅办理货运业务，不办理客运业务，车站及其上下行区间未电气化。车站距离新沂站371公里，隶属上海铁路局，是五等站。